# Gastronomía navideña

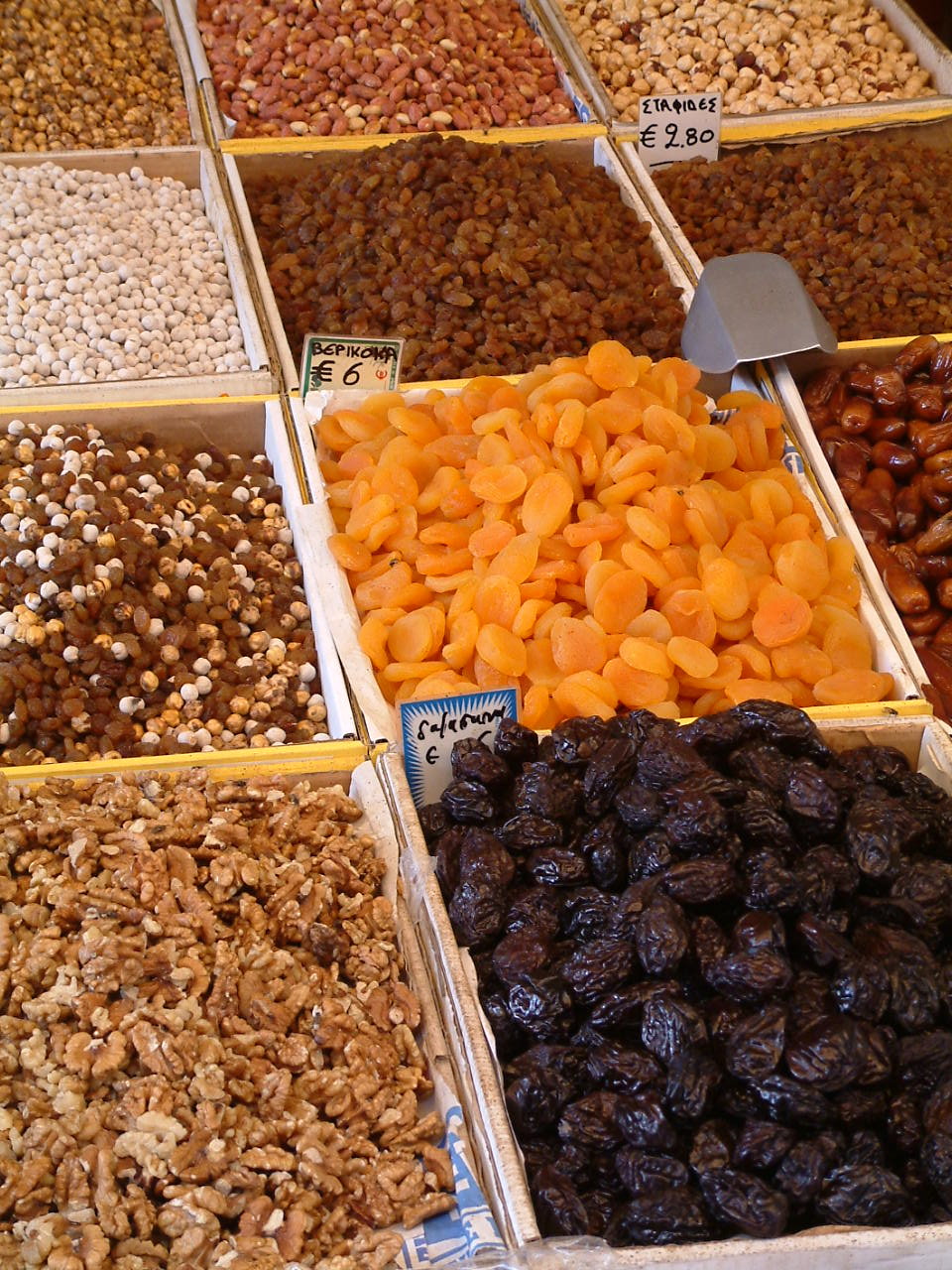
La mayoría de las gastronomías navideñas emplean los frutos secos y los dulces.

La gastronomía navideña es el conjunto de costumbres culinarias realizadas durante la Navidad. Suele corresponder a países cristianos o con influencia en esta religión. Se caracteriza principalmente por ser una festividad familiar que no solo abarca convivencia, sino también consumo de especialidades culinarias tradicionales específicas dependiendo del país. La característica principal que engloba a todas las gastronomías es el uso de alimentos dulces, generalmente a base de cereales molidos: galletas, pasteles, rollos, etc. Otro denominador común es el mazapán, aunque también pueden usarse frutos secos y frutas secas.

## Gastronomía navideña en Europa
La gastronomía navideña de Europa se asocia en esta zona al tiempo en torno a la fecha de Navidad, debido a la latitud a la que se encuentra, estrechamente relacionado con el frío invernal. Las comidas típicas son grasientas y de alto contenido calórico, para reponer el gasto de energía que el cuerpo sufre para mantener el calor corporal.

### España

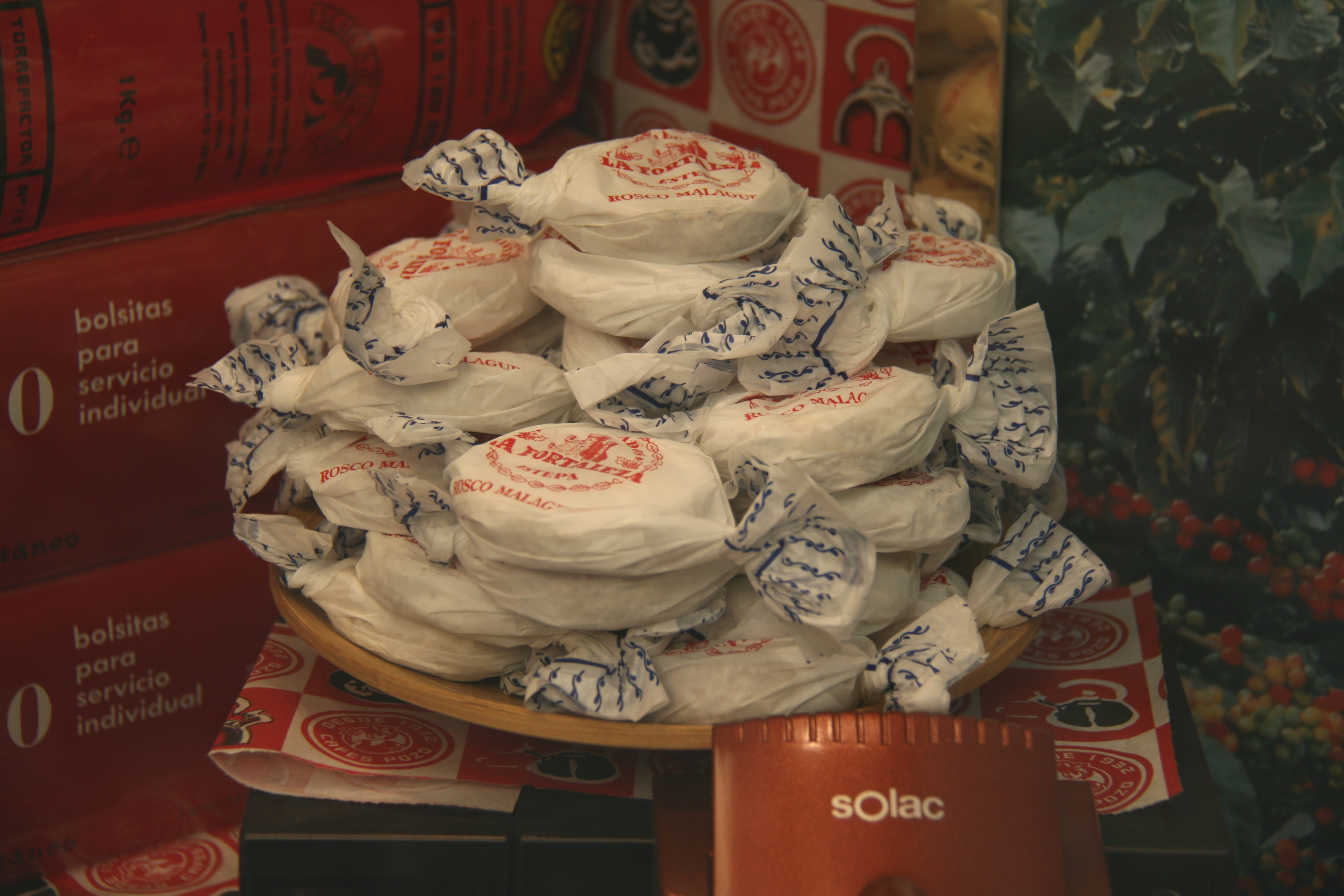
Los polvorones son un elemento puramente navideño o cercano a este.

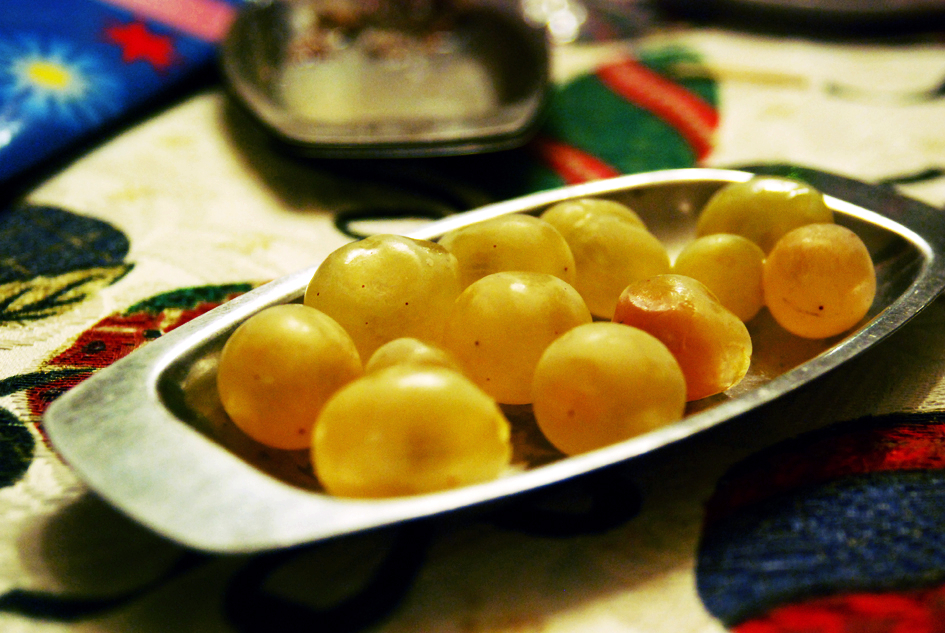
Doce uvas en una bandeja pequeña.

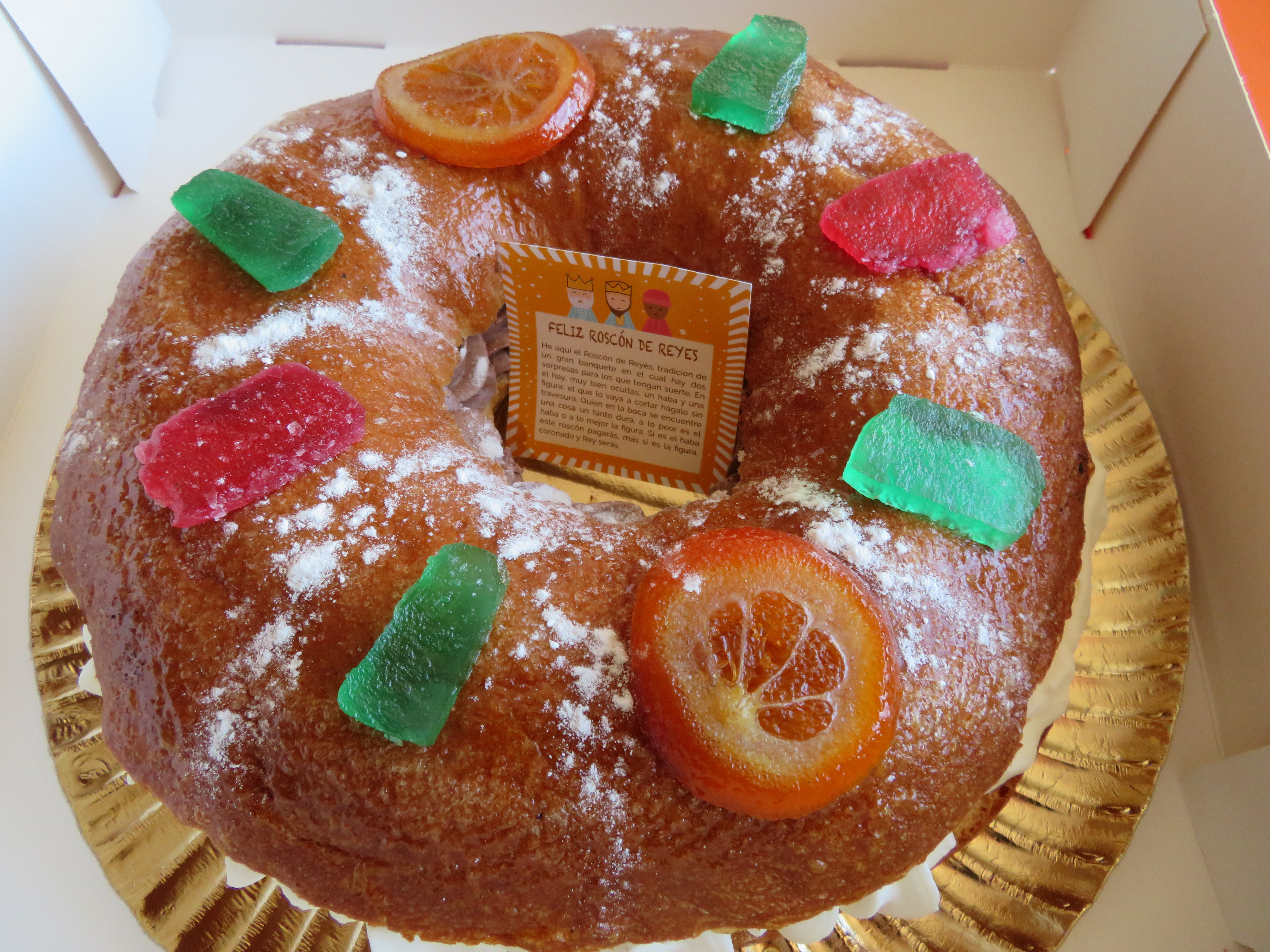
Roscón de Reyes Magos (España).

En España la gastronomía navideña tradicional suele basarse en platos con abundantes dulces. En la actualidad estas costumbres han cambiado y suelen ser comidas familiares abundantes. Existen tres comidas en la celebración culinaria española de la Navidad, y son: las celebradas en el día de Nochebuena (cena), la de Nochevieja (cena) y la de Reyes (merienda). Se caracterizan por festejar tradiciones cristianas. Cabe destacar los postres propios de la época: turrones (principalmente los tradicionales, turrón blando o de Jijona y turrón duro o de Alicante), los polvorones, dátiles, mazapanes (en sus múltiples variedades como figuritas, pastel de Gloria, pan de Cádiz), peladillas (afamadas las elaboradas en la población valenciana de Casinos, donde también es tradicional la elaboración de turrón artesanal), alfajores, roscos de vino, o sopa de almendra (Madrid), entre otros dulces.

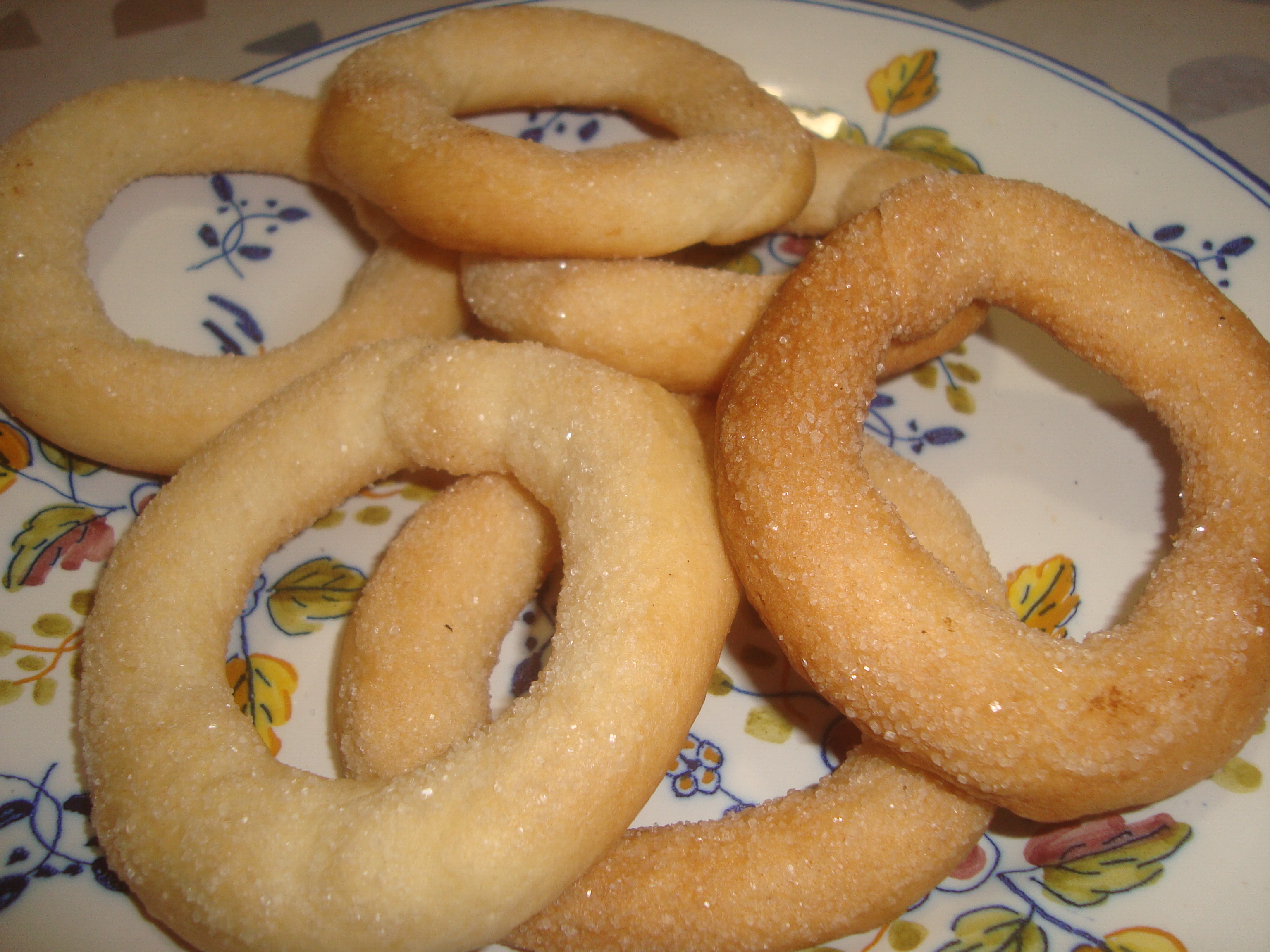
Rollos de anís, repostería popular (España).

También es habitual comer platos típicos de las fechas, tales como el cochinillo, pularda, pavo, capón, cordero, besugo, escudella, carn d'olla (Cataluña) o desde mediados del siglo XX langostinos, (además de otros mariscos). En algunas zonas de Galicia es típico también el bacalao con coliflor en la cena de Navidad y beber sidra.
El 31 de diciembre (año nuevo) es tradición desde principios del siglo XX comerse doce uvas con las doce campanadas que marca el ritmo del reloj de la puerta del Sol (Madrid), un evento que se retransmite en la mayoría de cadenas televisivas en toda España. Una vez que se entra en el año nuevo se suele brindar con cava. En la madrugada o mañana del día 1 de enero se suele tomar chocolate con churros, bien sea en casa con los familiares o en una churrería, chocolatería, cafetería, bar, etc. El día 6 de enero (día de Reyes) suele comerse el Roscón de Reyes.

### Alemania
En Alemania, los platos principales de Navidad son el ganso asado y la carpa, aunque el cochinillo o el pato también se consumen, junto con bebidas como ponche y glühwein. Los platos típicos incluyen patatas asadas acompañadas de las diversas formas de col como la col rizada, col de Bruselas y repollo morado. En algunas regiones se cena el día de Navidad en lugar de la Nochebuena, en este caso, la cena en la víspera de Navidad es sencilla, consistiendo en salchichas (como Bockwurst o Wiener) y ensalada de patatas. Los dulces y pasteles de Navidad son casi obligatorios e incluyen mazapán, galletas de especias (Lebkuchen), galletas de jengibre y varios tipos de panes y pasteles como Christstollen y Dresdener Stollen.

### Francia
En Francia es típico que se coma foie-gras de pato o de oca, boudin blanc y pavo asado. Como postre se sirve “la bûche de Nöel”, un pastel con forma de tronco recubierto de chocolate y relleno de crema o trufa. En Provenza, también hay un postre tradicional llamado los trece postres, en memoria de Jesús y sus doce apóstoles.

### Países Bajos

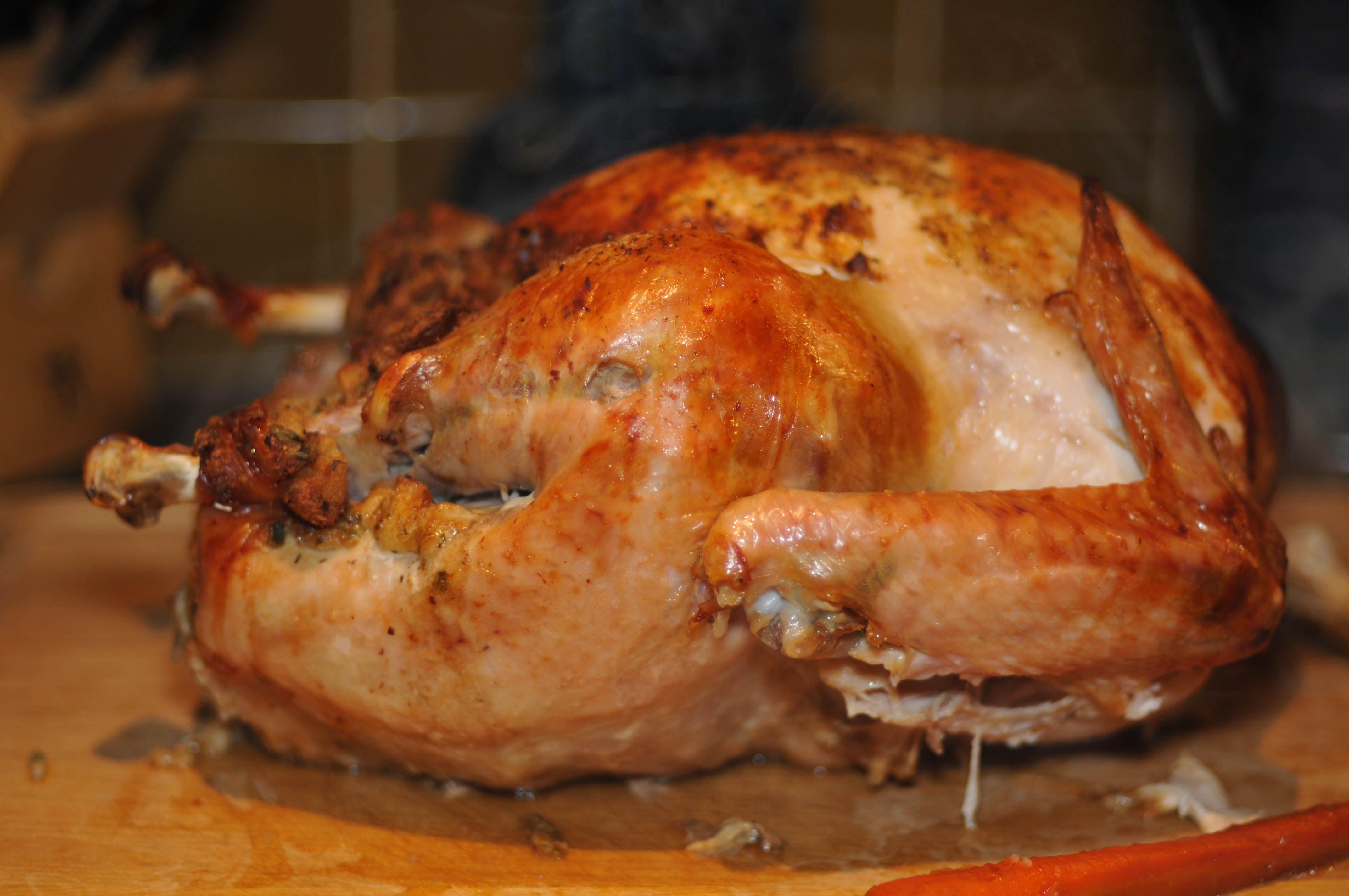
Pavo al horno.

Una tradición típica de los Países Bajos es la del 'gourmet', un evento en el que pequeños grupos de personas se sientan juntos en torno al banquete y utilizan su propia sartén para condimentar y freír los alimentos en porciones muy pequeñas. El anfitrión prepara verduras finamente picadas y diferentes tipos de carnes, pescados y camarones. Todo está acompañado de diferentes ensaladas, frutas y salsas.
También es tradicional disfrutar de carnes como el roast beef, pato, conejo y faisán. En general, esto se sirve con diferentes tipos de verduras, patatas y ensaladas. Desde finales del siglo XX, las tradiciones de los países anglosajones se han vuelto cada vez más populares, especialmente el pavo al estilo del Reino Unido.

### Reino Unido
En la tradición gastronómica navideña del Reino Unido se encuentra el Christmas pudding, que es un pudding elaborado con ciruelas y frutos secos. Es frecuente la elaboración de galletas de jengibre y diferentes pasteles como el muy popular brandy butter, el trifle, el Christmas cake, los Christmas muffins, el yule log (tronco de Navidad), etc. La tradición anglosajona marca el uso del pavo asado para la cena de Nochebuena, lo que por su influencia es popular también en todos los países de la Commonwealth.
Las famosas galletas de jengibre son preparadas realizando una masa con harina, mantequilla, azúcar, especias para jengibre, leche y una pizca de sal. Se forma una bola con la masa y modernamente se coloca en plástico autoadherente. Después de haber dejado la masa reposando por aproximadamente 30 min se realizan con moldes las figuras de los hombrecitos de galleta para posteriormente meterlos al horno.

### Italia

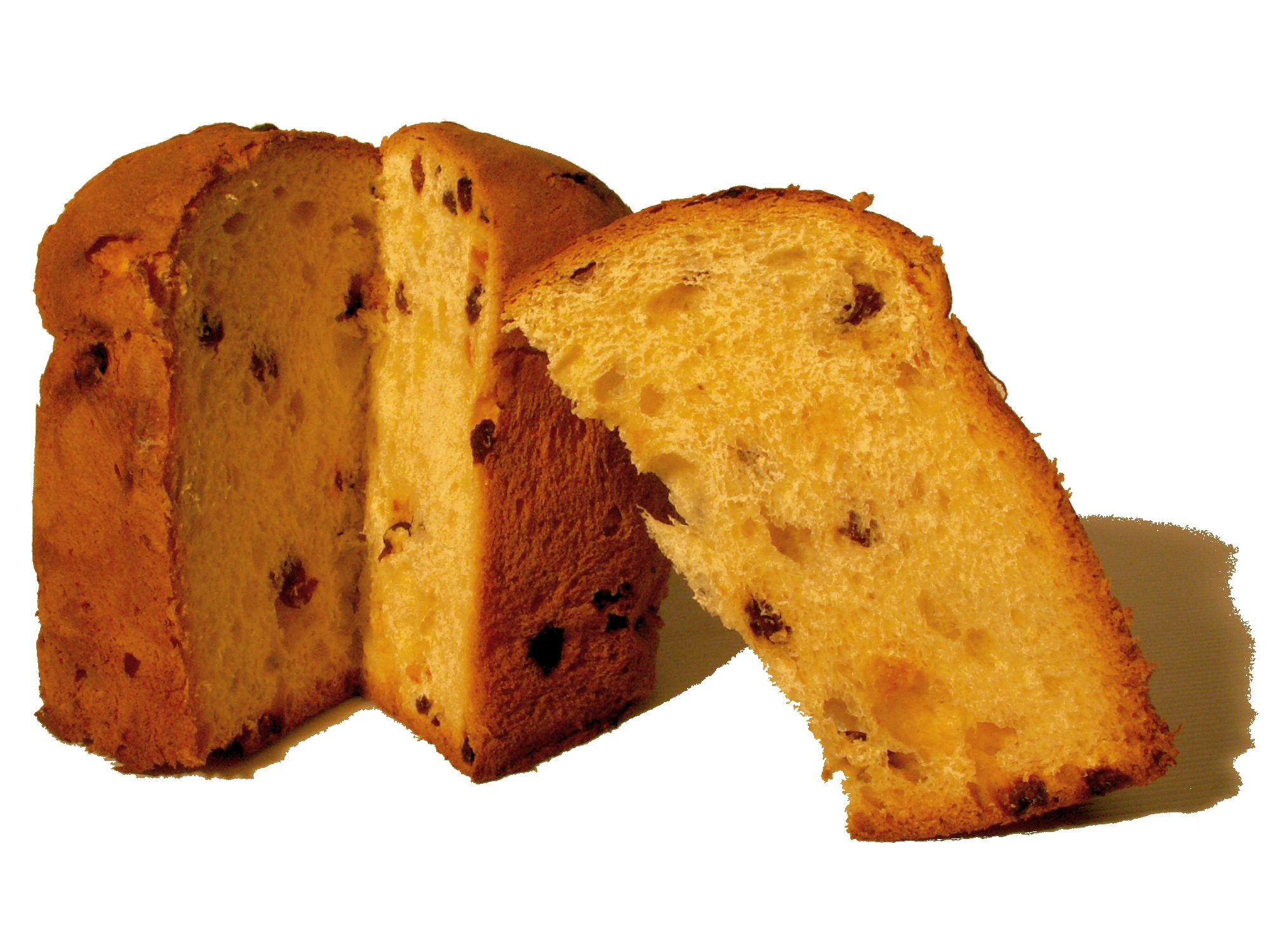
Panettone.

En Italia las tradiciones culinarias están polarizadas en dos zonas: el norte de Italia y el sur de Italia (desde Roma hacia el sur). Se suele servir una especie de sopa hecha con pasta (pasta generalmente rellena, como tortellini) hervida con carne o caldo de capón, y en Nochevieja el Cotechino, un plato de fiambre acompañado de lentejas. En el norte de Italia por lo general se comen aves de corral, a menudo rellenas, asadas o hervidas y condimentadas con salsas, como la mostarda. En el sur de Italia se come la anguila capitone frito, que es típica de la víspera de Navidad, cordero asado o pescado.
Los dulces navideños son por supuesto muy variados como el Panettone (muy típico de la ciudad de Milán), el Pandoro (en Verona) o el Panforte (en la Toscana).

### Portugal
En la tradición portuguesa se come bacalao seco y salado acompañado con col hervida, patatas hervidas, huevos cocidos, garbanzos, cebolla, perejil entre otros vegetales. Todo ello acompañado con una cantidad generosa de aceite de oliva. Hay variaciones en todo el país; aunque menos tradicional, el pavo al horno o lechón.

### Suecia
En la cocina sueca es muy popular la bebida no-alcohólica julmust (elaborada a base de extractos de malta y lúpulo), así como la variante alcohólica llamada glögg. En el terreno de las comidas saladas es frecuente ver el Julskinka (jamón navideño). Entre los dulces están los knäck, el pepparkaka (galleta de jengibre), y el Julgröt (arroz con leche).

### Eslovaquia

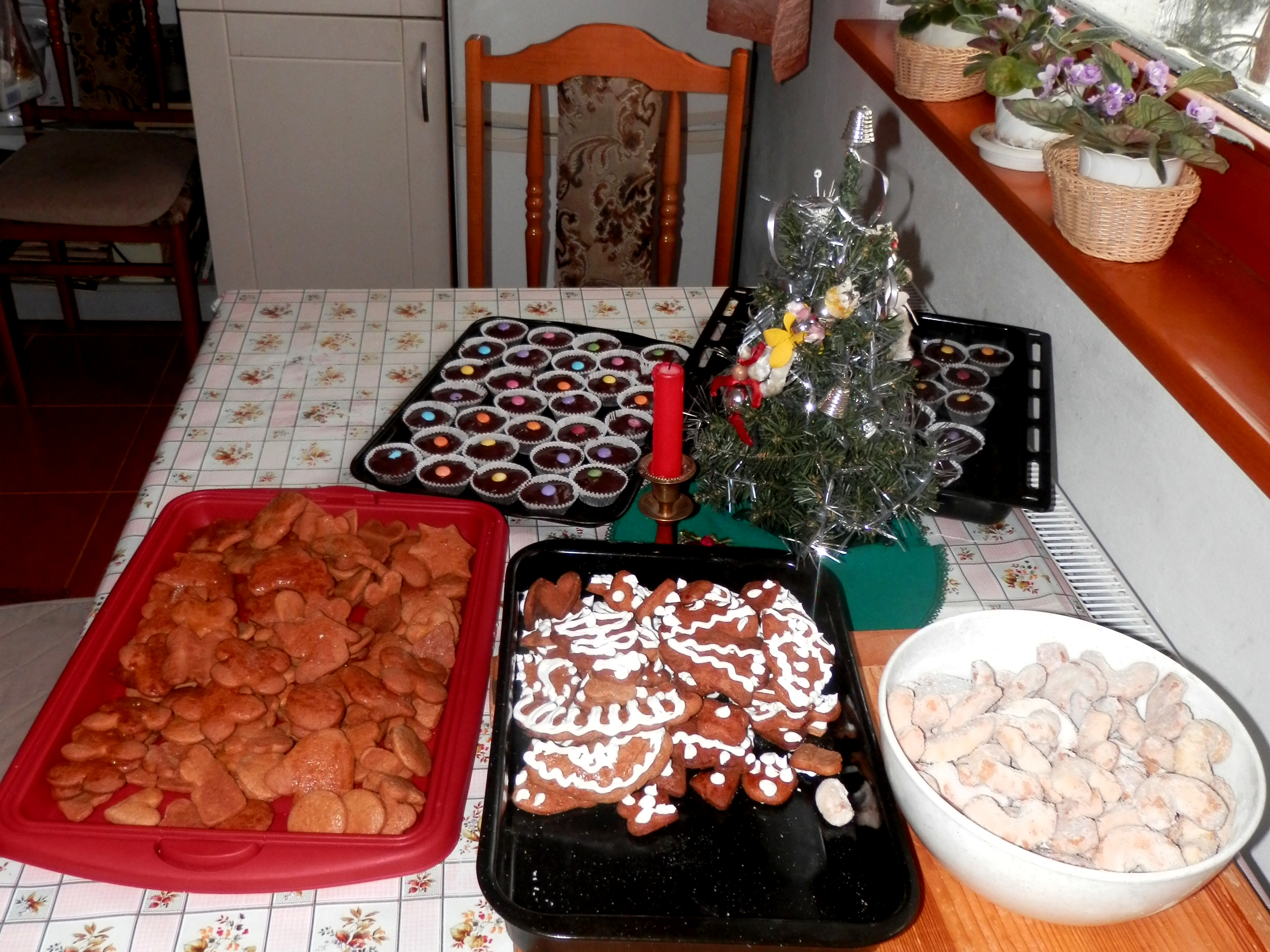
Postres navideñas en Eslovaquia

La tradición navideña de Eslovaquia es el ayuno. Los opekance son servidos cómo comida ayuna el día de la Nochebuena. Para la Nochebuena está servido la kapustnica, la carpa frita con ensalada de patata y dulces cómo las šuhajdy, panes de jengibre y obleas con miel.

## Gastronomía de los países latinoamericanos
En muchos de estos países, al sur del ecuador terrestre, es verano y este condicionamiento marca las tradiciones culinarias, con platos más ligeros.

### Argentina
En Argentina generalmente se comen platos fríos y diversos, se suele servir el Panettone (pan dulce) al final de las comidas navideñas junto una copa de sidra. Generalmente, al ser verano se prefieren los platos fríos tales como arrollados de carne vacuna o pollo o fiambre alemán, entre los que se puede encontrar la llamada "ensalada rusa": papa, zanahoria, arveja, mayonesa; vitel tonné: carne vacuna en salsa de atún; a veces pollo o el tradicional asado que varía dependiendo de la zona del país, por ejemplo en la zona patagónica (el sur) se come cordero, en Mendoza el famoso "Chivito" y en la zona de Buenos Aires carne de vaca o "lechón". Siempre acompañando la mesa con "Lengua a la vinagreta" como entrada y sándwiches de miga con diversos rellenos. El postre incluye ensalada de frutas y helado. Y a pesar de estar en un clima cálido se sigue la costumbre de comer turrones, pan dulce, o confituras. El brindis siempre se hace con sidra y luego después del brindis se consume mayormente bebidas como cerveza, fernet y vino.

### Bolivia
En Bolivia existe la costumbre de servir en Nochebuena un plato llamado picana tras el brindis navideño que consiste en un caldo que tiene un sabor característico entre picante y dulce en el que se pueden ver algunos pedazos de carne de vaca, carne de cordero, carne de cerdo y pollo, zanahoria, choclo, maíz, cebollas, papas, tomates, uvas pasas y tuntas (papa deshidratada, creada y consumida en Bolivia). También se acompaña la Navidad con chocolate caliente y panettone, además de budín navideño. Es muy común consumir carne de pollo o pavo al horno, generalmente rellena de queso y embutidos y/o bañados en alguna salsa.

### Chile
En Chile, la cena de Navidad está altamente influenciada por las costumbres francesas y alemanas, ya que se suele servir algún tipo de carne asada o pavo relleno, acompañado de papas duquesas, asadas, o ensalada rusa, y como postre, helado (debido a la época del año). También se suelen consumir platos típicos como el pan de Pascua (bizcocho con frutos secos) y cola de mono (bebida alcohólica a base de aguardiente, leche y café).

### Colombia
En la Nochebuena en Colombia se come pavo relleno (en la región del Caribe sobre todo), pavo asado, sopa de ajiaco, lechona (cerdo relleno y horneado), pernil de cerdo, o tamales, arepas de estilo de la región boyacense. Para beber hay gaseosas azucaradas de todo tipo de marcas, vino, vinos blancos tintos o espumosos, cerveza, aguardiente y no puede faltar la inigualable chicha (bebida alcohólica hecha de maíz fermentado) y diversos jugos de frutas. Como postres se encuentran los buñuelos, las natillas, galletas, dulces caseros y frutas, especialmente uvas (usualmente se acompaña con: nueces, aceitunas, uvas pasas y alcaparras), entre otras comidas tradicionales, aunque debido a la influencia internacional de las fiestas se pueden comer algunos platos extranjeros.

### Costa Rica
La gastronomía navideña en Costa Rica tiene diversas influencias.
En esta época el plato principal es el tamal. Este se consume en todo el país, por casi todas las familias costarricenses, y su preparación no difiere notoriamente de la del resto de América Latina. Los tamales son masas hervidas hechas a base de maíz, envueltas en hojas de plátano y rellenas de carne de cerdo o pollo, arroz y otros condimentos. Usualmente el tamal se acompaña con una taza de café o agua dulce y se condimenta con salsa Lizano.
También es tradicional el consumo del queque navideño, un budín o bizcocho dulce hecho con harina, azúcar moreno, leche, mantequilla y huevo, que se rellena con frutas picadas, nueces, almendras, ciruelas pasas, ron y coñac. Es común acompañarlo bebiendo rompope, que es un ponche hecho a base de huevo, vainilla, canela, leche y azúcar, que usualmente contiene ron. Igualmente son muy consumidos el panetón, la rosca de reyes, el tronco de Navidad, las galletas navideñas, los bizcochos de maíz con queso, el pan dulce, el flan con caramelo o dulce de leche, las manzanas, las peras y las uvas.
En Nochebuena y Nochevieja —durante la típica cena familiar— usualmente se consume una pierna de cerdo con alguna salsa agridulce (son populares los aliños de ciruelas, moras o un gravy), aunque también puede servirse algún guiso, jamón tipo pernil, lomo, costillas, pollo o pavo. Como acompañamiento se preparan arroz blanco, con almendras o con pasas; ensaladas verdes, rusas o de papa y puré de papa, de manzana o de camote; se beben vinos, sidras, cervezas y otros licores y se comen dulces navideños y bocas variadas.

### Cuba
Los platos navideños de la cena de Nochebuena suelen ser lechón acompañado de ensaladas, yuca con mojo, mucho ajo, fricasé de pollo, congri, bananas, y no pueden faltar el vino, la sidra, los postres y turrones.

### Ecuador
El 24 de diciembre a las doce de la noche lo tradicional es el pavo relleno o pollo con salsas a base de ciruelas pasas, ensaladas y algún tipo de arroz con queso y maíz y, por supuesto, vino, y como postre el panettone. Además, se acompaña con arroz amarillo o verde. En Fin de año, se preparan cenas o se 'recalienta' el pavo. Finalmente, en Día de Reyes, se come la tradicional rosca de reyes.

### El Salvador
En El Salvador se acostumbra a degustar con toda la familia un buen pavo horneado con salsa criolla típica de la comida salvadoreña, también hay tamales de gallina y de elote. Jamón de pernil glaseado con piña y de postre tarta de Navidad, que es un pan dulce con semillas y frutas secas y un toque de ron.

### Guatemala
En Guatemala se acostumbra a cenar con toda la familia a medianoche, los platillos acostumbrados son pavo relleno o cerdo horneado que se suelen acompañar con puré de papa, ensalada de zanahoria y piña con pasas y una salsa hecha de cola de res. También se preparan tamales colorados o negros, la variación está en el recado y en el relleno que puede llevar pasas, ciruelas y aceitunas; se hacen de pollo o cerdo y algunas veces de pavo. Suele acompañarse la cena con ponche de frutas, una bebida caliente hecha de manzana, piña, papaya, ciruela, pasas, canela y en algunos casos lleva plátano, coco y ron. Así mismo, entre familias, se suelen regalar zeppelines con fruta cristalizada o magdalenas (roscas dulces del tamaño de un pastel de 25 porciones).

#### Estándares
Por lo general, un plato servido para la noche del 24 de diciembre, consiste en:
- - Tapas: lo más usual, son frituras, papas chips, expandidos de maíz, palomitas, chicharrones... Pero, en situaciones más formales podemos encontrar platillos similares a las tapas españolas.

- - Plato fuerte: esta parte del banquete suele ser, un homenaje con nombres y apellidos a la gastronomía de todo el año. Como primer punto, se degusta un tamal de arroz, con carne ya sea de pavo, cerdo o pollo, con ciruelas pasas, aceitunas, chile pimiento,[4] acompañado de una o más rebanadas de pan de caja, y 2 panes de yemas o panes dulces.

- - Bebida: La bebida más común sería el ponche de frutas, que se realiza a fuego lento, cociendo piña, papaya, manzana, durazno, frutos secos, ciruelas pasas, canela, anís estrella, clavo de olor, jengibre, azúcar, y (dependiendo de la familia; y el presupuesto), licor, en una olla enorme con agua potable, por alrededor de 6 horas.
    - Si bien también podrían tomarse excepciones, como chocolate caliente, vino, champán... etcétera.

- - Postre: para el postre no hay regla específica, lo más tradicional sería un pastel navideño, turrones, polvorones, galletas, aunque, bien, (si la familia así lo desea), se le pueden servir copas con helado, jarabe de chocolate, frutillas, nueces, un barquillo... etcétera.

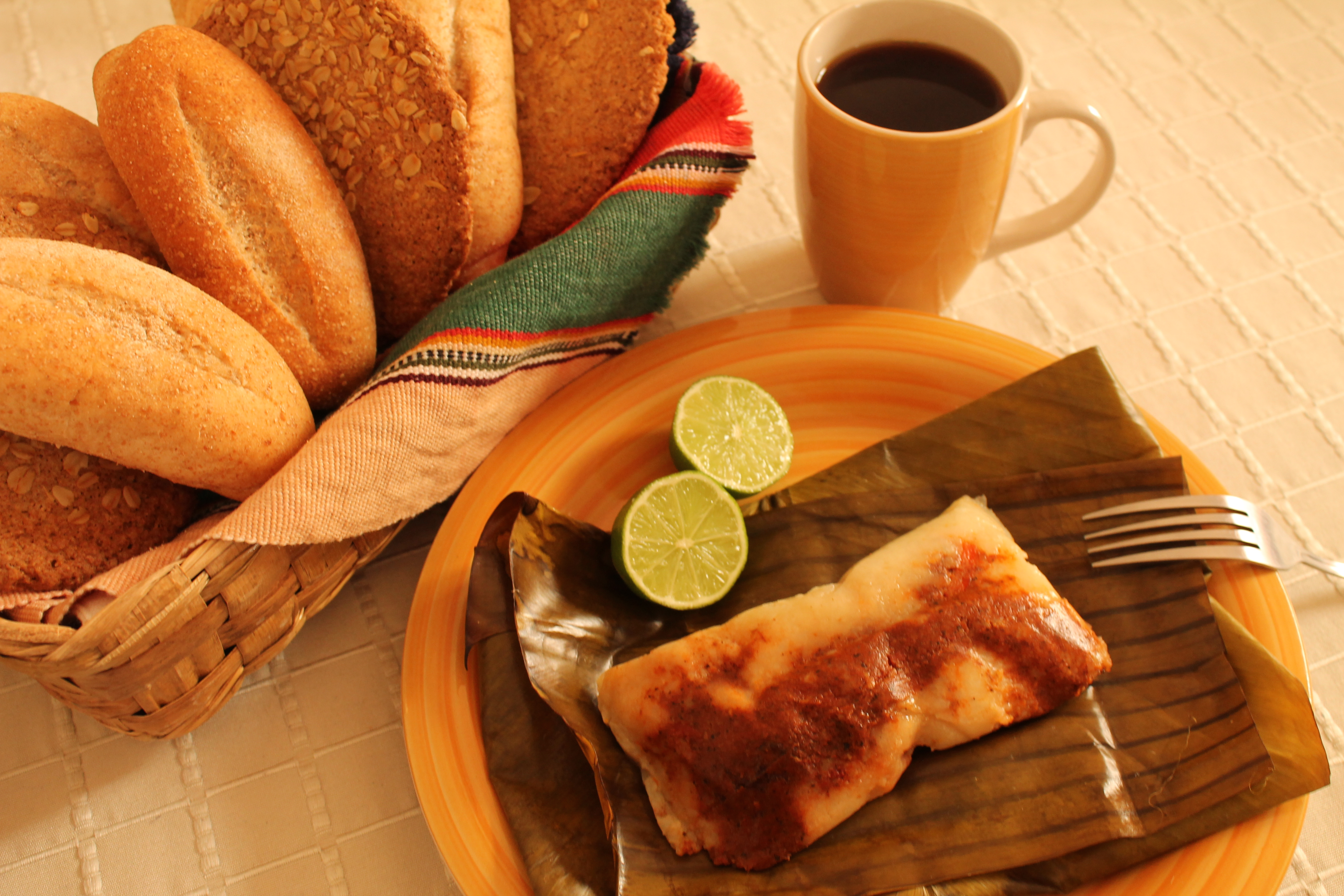
Tamal guatemalteco de arroz, típico de la cena de medianoche, desayuno; almuerzo y cena del 25 de diciembre.

### Honduras

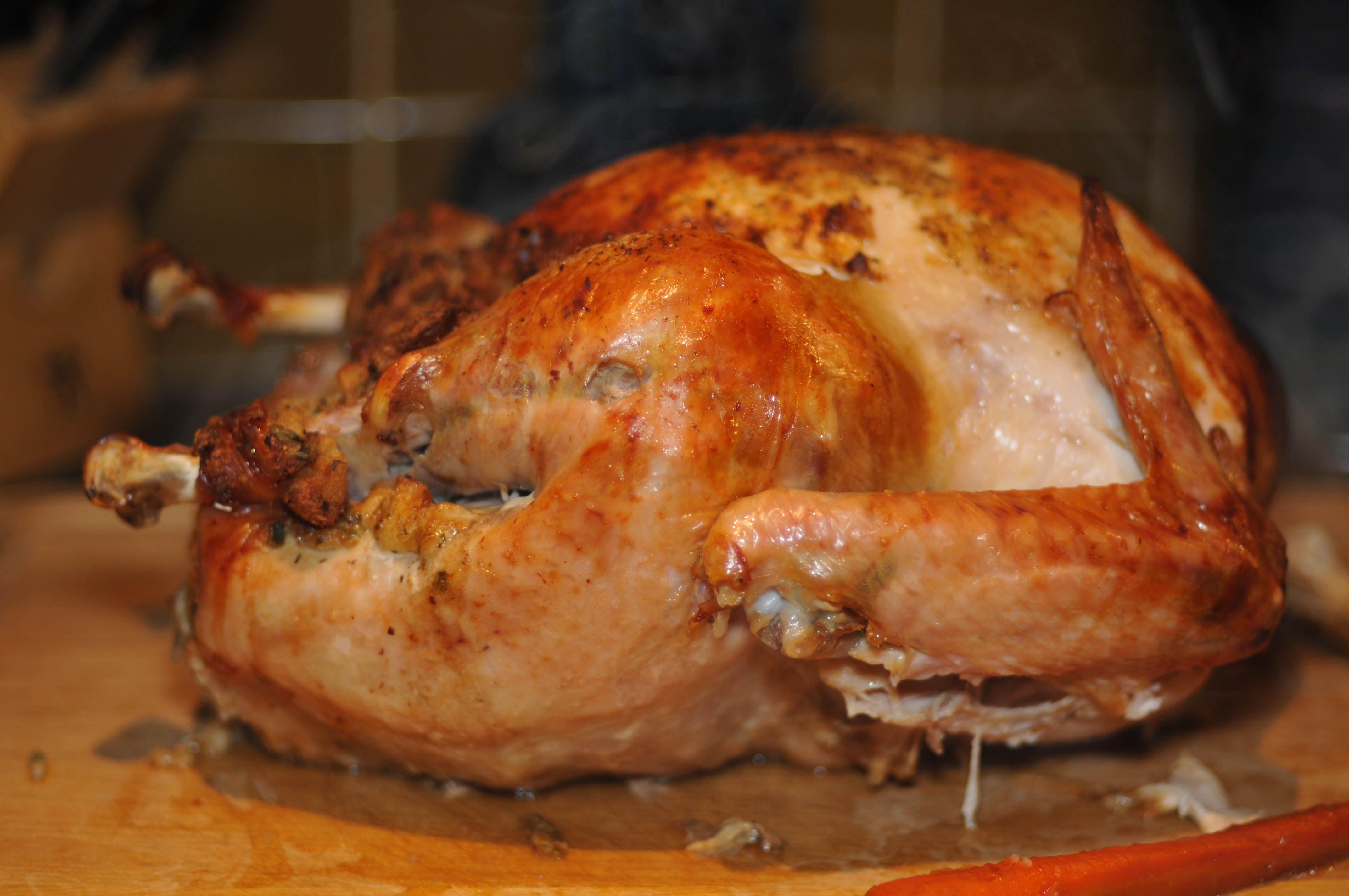
pavo al horno.

En Honduras, la tradición es cenar a medianoche como en varios países centroamericanos, consistiendo aquí en compartir platillos con tendencia anglosajona-indígena: pavo o pollo relleno al horno, pierna de cerdo al horno, preparación de papas y panes, naca tamales elaborados a base de maíz y rellenos de carne de cerdo o de pollo. Como bebida se sirve el rompopo, hecho a base de aguardiente, leche y huevos. También se sirve el ponche infernal. Y como postre, las torrejas, hechas con pan de yema de huevo, fritas en aceite y luego se echan en un almíbar de azúcar refinado.

### México
En el centro y sur de México se prepara una bebida llamada ponche de frutas, que consiste en una mezcla de frutas de temporada hervidas en agua y endulzada al gusto con piloncillo. Entre los ingredientes están principalmente el tamarindo, guayaba, caña de azúcar, ciruela pasa, manzana, tejocote, canela y agua, en algunas zonas de México también se prepara agregando gajos de naranja. Se sirve caliente. Lo más común en la zona central de México es cenar con la ensalada de Nochebuena (ensalada hecha a base de manzana, nuez y apio con crema), y la preparación del pavo o guajolote como se le conoce en México, así como los romeritos (guiso hecho a base de pan hierba preparado con mole, papa, nopales y camarones secos) y el bacalao. Son muy populares los tamales y el champurrado. También se acostumbra a comer el jamón de pierna de Cerdo envinado el cual consiste en la pieza de jamón con una preparación a base de azúcar y pavo.
En la zona norte del país la cena navideña se compone principalmente de pavo, jamón de pierna, puré de papa y spaghetti
acompañado de pan con mantequilla llamado "cuernitos", tamales y carne asada; y como bebida sodas o cerveza.

### Nicaragua
El plato típico es el arroz a la valenciana, que es la versión latina de la paella de España, gallina de patio, naca tamal (un tamal hecho de harina de maíz, pollo o cerdo). Se sirve pan recién salido del horno y hecho en casa. Como postre se come bizcochos y se bebe ponche, que es una bebida hecha de ron, con huevo batido.

### Panamá
La tradición es cenar a la medianoche con pavo, jamón, tamales, ensaladas de papas, rosca de huevo y frutas. No falta en la mesa de los panameños el dulce de frutas y el ponche de ron, además del arroz con guandú (algunas veces también guandú y leche de coco) para acompañar el jamón y el pavo.

### Paraguay
En la Nochebuena las familias comparten en la mesa las comidas y bebidas típicas, como la sopa paraguaya, el chipa guasu (a base de choclo) y el refrescante clerico hecho con frutas de estación, vino tinto y abundante hielo con un poco de azúcar al gusto.

### Perú
La tradición en la cena de Nochebuena es comer el pavo al horno con papas, o arroz árabe, ensaladas, puré de manzana y frutas, otras opciones son el pollo a la brasa, lechón al cilindro, carnero al palo o ternera a la parrilla. En los hogares donde la economía no permite costear un pavo, se suele cambiar este por pollo al horno o a la brasa, o incluso pescado. Asimismo brindar con Vino espumoso o sidra y al final se sirve el imprescindible panetón con chocolate caliente.
Además es una costumbre organizar en vísperas de Navidad las populares chocolatadas, ya sea con fines benéficos o para que toda la familia, vecinos o amigos se reúnan amenamente.

### Puerto Rico
Algunos de los platos más famosos por esta fecha son el 'arroz con gandules', los pasteles, lechón, morcillas, cuajitos, coquito, Dulces Típicos de Puerto Rico y ron dan sabor boricua a la comida navideña. Los pasteles son hechos de masa de plátano verde, relleno con carne de cerdo guisada con papas y mucho pimiento morrón y envueltos para su cocción en la hoja del plátano. El coquito es una bebida imprescindible durante la Navidad, y se elabora con leche de coco, yema de huevo, azúcar, vainilla, canela, y a la que a veces se echa ron blanco o ron cañita (ron típico puertorriqueño). La forma de asar el lechón a la vara en Puerto Rico proviene de los antiguos bucaneros del Caribe y también es típico en República Dominicana y Cuba; El jíbaro puertorriqueño prepara dos jorquetas (palos de madera que terminaban en forma de Y) donde se apoya una vara en la que se asa el cerdo al fuego de la leña durante siete u ocho horas, luego de haber sido sazonado el día anterior con sal, pimienta, ajo y orégano. En la cocina moderna de Puerto Rico se ha mantenido también la tradición de los postres hechos con coco, como el arroz con dulce, el tembleque y el majarete.

### República Dominicana
La Navidad es una de las festividades más celebradas en el país. Durante los días 24 y 31 de diciembre los familiares y amigos se reúnen. 
En la cena navideña, muchas las familias dominicanas se desbordan en la preparación de platos, postres y en la colocación bebidas típicas de la época. Existen dos corrientes principales de familias dominicanas, los que hacen dos cenas grandes, casi iguales, en Nochebuena y Nochevieja y los que hacen una grande en Nochebuena y en Nochevieja hacen algo diferente un poco más ligero. Cabe mencionar que los dominicanos usualmente tienen varias cenas durante el mes de diciembre, con motivo de fiestas navideñas del trabajo, la escuela, la universidad, de clubes y juntes navideños de grupos de amigos, en los cuales la gastronomía usualmente es similar a la de Nochebuena y Nochevieja. 
Del menú tradicional de las cenas de Nochebuena y Nochevieja, estas son algunas de las delicias que los dominicanos comparten en su mesa para celebrar la Navidad:
Menú.
1- Cerdo asado: es uno de los principales platos de la cena navideña de los dominicanos. Se puede realizar de varias formas: a la puya, al horno, pernil o a la caja china.
2- Arroz Navideño: Como su nombre lo indica, es uno de los principales platos de la cena navideña en República Dominicana. Los ingredientes que lleva este plato hace que el mismo sea pintoresco y agradable tanto a la vista como al gusto. El arroz navideño se realiza a base de arroz, tocineta, plátano maduro, almendra, pasa, pimento morrón, mantequilla, sal, cebolla, caldo de pollo, ajo, puerro, entre otros ingredientes.
3- Pollo horneado: Originalmente era muy común consumir el pavo horneado durante las cenas navideñas en la República Dominicana, sin embargo debido al costo y la escasez del mismo, se ha sustituido por el pollo horneado, el cual se ha convertido en unos de los principales platos de estos días festivos.
4- Moro de guandules: es un plato de la gastronomía dominicana que se realiza a base de arroz y guandules; también se le agregan algunos sazones como: ajíes, verduras, ajo, sopita, pimienta, orégano, leche de coco entre otros ingredientes que puede elegir según el gusto.
5- Ensalada rusa: Este es otro plato típico en el país muy usado tanto en Semana Santa como en las cenas navideñas. La misma tiene diversas forma de preparar, dependiendo del gusto de cada familia, se puede comer fría o a temperatura. Entre los ingredientes principales para realizar la ensalada rusa o mixta, como también se le conoce, están: la papa, zanahoria, remolacha, huevo, mayonesa, manzana, aceite de oliva, sal, vinagre, cebolla, queso y/o jamón.
6- Ensalada de pasta: Existen diversas formas de preparar pero las más comunes para esta fecha son las ensaladas de coditos o ensaladas de espirales. Entre los ingredientes principales están: la pasta de su elección, mayonesa, tuna, zanahoria, pimientos, aceite de oliva, sal, jamón o queso si lo prefiere.
7- Pasteles en hoja: Este es otro de los platos clásicos del país, y en la cena navideña se convierte en uno de los favoritos de muchos dominicanos. Es muy similar al tamal, pero al contrario de este, se realiza a base de plátano, yautía, auyama, ñame, entre otros tubérculos. Se rellena con carne molida y se sirve con kétchup, mayonesa y salsa picante.
8- Telera: La telera es un tipo de pan típico de las fiestas navideñas en República Dominicana. Se podría decir que en Navidad es la única época del año donde se consume la telera en el país. A pesar de que no puede faltar en la mesa de la cena navideña, paradójicamente es más usado con una taza de chocolate o café en el desayuno del 25 de diciembre y el primero de enero.
9- Pastelitos y catibías: En algunas zonas del país los pastelitos y empanadillas se suman a las mesas de la cena navideña de República Dominicana. La catibía se conoce como una empanada frita a base de una masa de yuca rellena, de origen dominicano. Otras opciones son arepitas de yuca o arepitas de harina de maíz. Esto puede variar dependiendo de la región.
10- Lasaña: Es un plato italiano que ha logrado una gran aceptación en el país. Este es preparado en cualquier momento del año, pero en especial, en las cenas navideñas dominicanas.
11- Pastelón de Plátano Maduro: Uno de los platos que rara vez falta en la cena navideña. Este se hace a base de plátanos maduros, carnes molidas, queso, mantequilla, entre otros ingredientes. Para estas fiestas también se realizan Pastelón de Berenjena y /o Pastelón de Papa. 
12- Lerén: El lerén o topinambur (Calathea allouia), los lerenes son tradicionales y crujientes, su cultivo tiene una duración de 12 meses y puede ser por esta razón que el mismo es un producto típico durante la Navidad. Las raíces del lerén se consumen cocidas y su textura se mantiene crujiente incluso después de largo tiempo de cocinado, característica que lo hace muy apetecible. Su cocimiento en agua demora de 15 a 20 minutos. Además de su consumo de forma aislada, el lerén puede ser un componente de ensaladas, mayonesa y otros platos confeccionados a base de pescado.
13- Tradición familiar o nuevos inventos: Si bien los platos anteriores casi nunca faltan en una cena navideña común en República Dominicana, la mayoría de familias tienen platos adicionales que han pasado de generación a generación o aprendieron de algún amigo o familiar o simplemente se pusieron a inventar o buscar en internet, esto hace que cada familia tenga un toque gastronómico bien distinto al de los demás. 
14- Recalentado: Los días 25 de diciembre y primero de enero son declarados días nacionales del recalentado (coloquialmente), como usualmente se hacen cenas exageradamente grandes para una familia, sobra mucha comida la cual se disfruta al día siguiente, inclusive se puede durar hasta una semana comiendo lo mismo, dependiendo de la magnitud de la cena. 
Postres para las cenas de Nochebuena y Nochevieja:
Pastel de frutas
Turrón
Gomitas dulces
Frutas y semillas para las cenas de Nochebuena y Nochevieja:
Uvas
Manzanas
Peras
Nueces
Almendras
Coquitos
Bebidas para las cenas de Nochebuena y Nochevieja:
Ponche
Sidra
Vino 
Moscatel
Ron dominicano

### Uruguay
En Uruguay generalmente se prepara pollo, lechón y a veces cordero. También se suele servir la famosa picadita que consta de fiambres, pan dulce, queso, whisky, vino, Coca Cola, jugos, pedazos del cordero o lechón que se roban de la parrilla. Acompañado de todos estos bocados se suele beber sidra la cual es muy común en las navidades uruguayas.

### Venezuela
En las noches del 24 y del 31 de diciembre es común hacer reuniones entre familias en las cuales se comparte el plato tradicional que consiste en hallaca la cual varía su preparación dependiendo de la región del país, pan de jamón, el característico pernil navideño aderezado  con sus jugos y/o una salsa de ciruela, acompañado de ensalada de gallina y rodajas de jamón navideño, también se comen dulces tradicionales de esta fecha como lo son la torta negra, el de cabello de ángel y/o el panettone. Los frutos secos tampoco se quedan atrás entre ellos se destacan nueces y avellanas. Las bebidas por excelencia para estas fechas son el ponche crema, el vino y el whisky escocés, Sin olvidar las típicas 12 uvas que se comen el 1 de enero a las 12 al son de las 12 campanadas con las que se recibe al año nuevo. El 25 de diciembre, al igual que el 1 de enero, se suele realizar un "recalentado" que incluye el excedente de lo cenado en la noche anterior. En algunas regiones se prepara la sopa "sancocho", esta contiene carne de res o de gallina, diferentes vegetales, maíz, yuca y papa, entre otras verduras y aromatizantes. En algunas partes principalmente en el occidente se prepara también el pasticho o lasaña.
Cabe destacar que la llamada "Cena Navideña" es más común en "Nochebuena" caracterizada por ser una celebración más familiar y con tinte religioso, aunque no sea confesional en algunas familias, por su parte el 31 de diciembre las cenas suelen ser más efusivas en el sentido de parecer más a una fiesta de cumpleaños o aniversario por lo que la cena no necesariamente tiene los elementos y formas de la Cena de Nochebuena, lo que no implica que en algunas familias se repita la misma cena de Nochebuena en la Nochevieja.

## Gastronomía de Asia

### Filipinas
En Filipinas existió la tradición desde la llegada de los colonos de España hasta finales del siglo XIX; hoy en día se recuerda aún con platos navideños como la Ensaimada, el jamón en dulce (lit.), etc. conservándose incluso el popular "roscón de reyes".